# 김아중
김아중(1982년 10월 16일~)은 대한민국의 배우이다. 본관은 광산이다.
- 2002년에 이영은과 더불어 의류 브랜드 스톰 (STORM) 모델로 데뷔하였으며, 1년만에 2003년에 모델 데뷔 이직 하고 2004년 1년만에 정식 데뷔하였다.
- 2006년 두선배들인 3년 선배인 이화선과 이효리랑 함께 생활하였다.

## 학력
- 서울휘경초등학교 (졸업)
- 경희여자중학교 (졸업)
- 휘경여자고등학교 (졸업)
- 동덕여자대학교 방송연예과 (졸업)
- 고려대학교 언론대학원 방송영상과 (졸업)

## 작품 목록

### 영화
| 연도 | 제목                     | 역할        | 비고          |
| ---- | ------------------------ | ----------- | ------------- |
| 2004 | 《어깨동무》             | 지영        |               |
| 2005 | 《광식이 동생 광태》     | 이경재      |               |
| 2006 | 《미녀는 괴로워》        | 강한나/제니 |               |
| 2009 | 《선물》                 | 나연        |               |
| 2010 | 《페스티발》             | 수정        | 특별출연      |
| 2012 | 《나의 PS 파트너》       | 윤정        |               |
| 2013 | 《캐치미》               | 윤진숙      |               |
| 2013 | 《어메이징》             | 이린        | 미중 합작영화 |
| 2017 | 《더 킹》                | 임상희      | 우정출연      |
| 2019 | 《나쁜 녀석들: 더 무비》 | 곽노순      |               |

### 드라마
| 연도      | 제목                            | 역할   | 비고     |
| --------- | ------------------------------- | ------ | -------- |
| 2004~2005 | 《해신》                        | 백하진 | 52부작   |
| 2005      | 《이별에 대처하는 우리의 자세》 | 서희원 | 16부작   |
| 2005~2006 | 《별난여자 별난남자》           | 김종남 | 170부작  |
| 2009      | 《그저 바라보다가》             | 한지수 | 16부작   |
| 2011      | 《싸인》                        | 고다경 | 20부작   |
| 2014~2015 | 《펀치》                        | 신하경 | 20부작   |
| 2016      | 《원티드》                      | 정혜인 | 16부작   |
| 2017      | 《명불허전》                    | 최연경 | 16부작   |
| 2022      | 《그리드》                      | 정새벽 | 10부작   |
| 2022      | 《연예인 매니저로 살아남기》    |        | 특별출연 |

## 기타 활동

### 방송
| 연도 | 방송사 | 프로그램명                         | 회차               | 역할        | 비고                     |
| ---- | ------ | ---------------------------------- | ------------------ | ----------- | ------------------------ |
| 2004 | MBC    | 《심심풀이-러브서바이벌 두근두근》 | 13~26              | 게스트      |                          |
| 2005 | KBS2   | 《해피투게더 프렌즈》              | 1~52               | 진행        |                          |
| 2006 | SBS    | 《야심만만》                       | 190                | 게스트      |                          |
| 2009 | SBS    | 《김정은의 초콜릿》                | 84                 | 게스트      |                          |
| 2010 | Mnet   | 김아중의 선물                      | 1~5                |             | 리얼리티                 |
| 2010 | KBS2   | 《백상예술대상》                   | 46                 | 진행        | 국립극장 해오름극장      |
| 2010 | SBS    | 《강심장》                         | 57~58              | 게스트      |                          |
| 2011 | KBS2   | 《백상예술대상》                   | 48                 | 진행        | 경희대학교 평화의전당    |
| 2012 | JTBC   | 《백상예술대상》                   | 48                 | 진행        | 올림픽공원 올림픽홀      |
| 2012 | KBS2   | 《해피투게더 시즌3》               | 276                | 게스트      |                          |
| 2013 | JTBC   | 《백상예술대상》                   | 50                 | 진행        | 경희대학교 평화의전당    |
| 2013 | SBS    | 희망TV                             | 46                 | 게스트      | 라이베리아 거리의 소녀들 |
| 2013 | JTBC   | 《마녀사냥》                       | 20                 | 게스트      |                          |
| 2014 | JTBC   | 《백상예술대상》                   | 50                 | 진행        | 경희대학교 평화의전당    |
| 2015 | JTBC   | 《백상예술대상》                   | 52                 | 진행        | 경희대학교 평화의전당    |
| 2016 | JTBC   | 뉴스룸 - 대중문화초대석            | 20                 | 게스트      |                          |
| 2017 | SBS    | 《더 서울어워즈》                  | 2                  | 진행        | 경희대학교 평화의전당    |
| 2017 | JTBC   | 《한끼줍쇼》                       | 62                 | 게스트      | 경주편                   |
| 2018 | SBS    | 《더 서울어워즈》                  | 2                  | 진행        | 경희대학교 평화의전당    |
| 2019 | EBS    | 《다큐시선》                       |                    | 나레이션    | 세상의 모든 가족         |
| 2019 | MBC    | 《놀면 뭐하니?》                   | 릴레이 카메라 특집 | 게스트      | 전주 아중리 투어         |
| 2019 | JTBC   | 《비밀기획단》                     | 1~3                | 진행        |                          |
| 2022 | tvN    | 《바퀴 달린 집》시즌4              | 1~2                | 게스트      |                          |
| 2023 | tvN    | 《어쩌다사장3》                    | 8회~               | 일일 알바생 |                          |

### 라디오
| 연도 | 날짜  | 방송사       | 프로그램명                 | 역할     |
| ---- | ----- | ------------ | -------------------------- | -------- |
| 2009 | 07.14 | MBC 표준FM   | 박경림의 별이 빛나는 밤에  | 게스트   |
| 2011 | 05.09 | MBC FM4U     | 두시의 데이트 윤도현입니다 | 게스트   |
| 2012 | 11.26 | MBC FM4U     | 푸른 밤, 정엽입니다        | 게스트   |
| 2012 | 12.10 | SBS 파워FM   | 공형진의 씨네타운          | 게스트   |
| 2013 | 12.18 | SBS 파워FM   | 장기하의 대단한 라디오     | 게스트   |
| 2015 | 10.09 | SBS 파워FM   | 케이윌의 대단한 라디오     | 게스트   |
| 2015 | 10.10 | MBC FM4U     | 푸른 밤, 종현입니다        | 게스트   |
| 2016 | 06.21 | SBS 파워FM   | 두시탈출 컬투쇼            | 게스트   |
| 2018 | 12.27 | SBS 팟캐스트 | 김혜리의 필름클럽          | 전화연결 |
| 2019 | 05.13 | MBC FM4U     | 굿모닝FM 김제동입니다      | 전화연결 |
| 2019 | 08.21 | MBC FM4U     | 정오의 희망곡 김신영입니다 | 게스트   |

### 뮤직비디오
| 연도 | 아티스트 | 곡명                  |
| ---- | -------- | --------------------- |
| 2005 | 신혜성   | 같은생각              |
| 2008 | 유미     | 여자라서 하지 못한 말 |

### 음반
| 연도 | 앨범명                             | 곡명               |
| ---- | ---------------------------------- | ------------------ |
| 2005 | 광식이 동생 광태 O.S.T             | 광태는 작업중      |
| 2006 | 미녀는 괴로워 OST                  | 별                 |
| 2006 | 미녀는 괴로워 OST                  | Beautiful Girl     |
| 2009 | Over the Rainbow                   | Over the Rainbow   |
| 2012 | 나의 PS 파트너 OST Special         | 섹시징글벨         |
|      | 나의 PS 파트너 OST Part2           | Show Me Your Heart |
| 2015 | 곽태훈 부반장의 Limitied Edition 3 | Lonely night       |

### 광고
| 연도 | 브랜드               | 제품                              | 비고      |
| ---- | -------------------- | --------------------------------- | --------- |
| 2004 | 팬택 SKY             | 핸드폰                            |           |
| 2005 | 한국P&G 팬틴         | 트리트먼트                        | 2005~2010 |
| 2005 | 파크랜드             | 의류                              |           |
| 2005 | 해태                 | 생생감자                          |           |
| 2005 | 엡손                 | 프린터                            |           |
| 2005 | 동아제약             | 템포                              |           |
| 2005 | 코카콜라             | 음료                              |           |
| 2006 | LG생활건강 오휘      | 화장품                            | 2006~2007 |
| 2006 | 남영비비안           | 속옷                              | 2006~2007 |
| 2006 | 노비타 비데          | 생활가전                          | 2006~2007 |
| 2006 | KTF                  | 지상파 DMB                        |           |
| 2006 | 하이온넷             | 인터넷                            |           |
| 2006 | 롯데칠성음료         | 현미흑초 사랑초                   |           |
| 2006 | 롯데푸드             | 초코퍼지                          |           |
| 2006 | 피자에땅             | 피자                              |           |
| 2007 | 예츠                 | 의류                              | 2007~2009 |
| 2007 | 진로 참이슬          | 주류                              |           |
| 2007 | GUESS                | 의류                              |           |
| 2007 | S-OIL                | S-OIL                             |           |
| 2007 | 한국 타이어          | 타이어                            |           |
| 2007 | 한국케이블TV방송협회 | DV 디지털 케이블 TV               |           |
| 2008 | 롯데카드             | 신용카드                          | 2008~2009 |
| 2008 | 해태                 | 차온 까만콩차                     |           |
| 2009 | 금호 아시아나        | 기업                              |           |
| 2013 | VIDIVICI             | 화장품                            |           |
| 2015 | 밀튼스텔리           | 주얼리                            |           |
| 2016 | LAUREL CROWN         | 레쉬가드                          |           |
| 2017 | A+G                  | 의류                              | 2017~현재 |
| 2019 | ZWC                  | 산소마스크                        |           |
| 2019 | 여성가족부           | 여성청소년 생리대 바우처 지원사업 | 재능기부  |
| 2020 | 세이브더칠드런       | 아동 성착취 반대 캠페인           | 재능기부  |

## 수상 및 후보
| 연도 | 시상식                                         | 부문                               | 작품                        | 결과 |
| ---- | ---------------------------------------------- | ---------------------------------- | --------------------------- | ---- |
| 2005 | 동아TV 패션뷰티상 시상식                       | 베스트드레서상                     | 빈칸                        | 수상 |
| 2005 | MBC 연기대상                                   | 여자 신인연기상                    | 이별에 대처하는 우리의 자세 | 후보 |
| 2005 | KBS 연기대상                                   | 여자 신인연기상                    | 별난여자 별난남자           | 수상 |
| 2006 | 제42회 백상예술대상                            | 영화부문 여자 신인연기상           | 광식이 동생 광태            | 후보 |
| 2006 | 제42회 백상예술대상                            | 영화부문 여자 인기상               | 광식이 동생 광태            | 수상 |
| 2006 | 제27회 청룡영화상                              | 신인여우상                         | 광식이 동생 광태            | 후보 |
| 2007 | 제6회 싸이월드 디지털 뮤직 어워드              | 12월의 Song of The Month           | "Maria"                     | 수상 |
| 2007 | 제2회 아시아모델상시상식                       | 인기스타상                         | 빈칸                        | 수상 |
| 2007 | 제4회 맥스무비 최고의 영화상                   | 최고의 여자배우상                  | 미녀는 괴로워               | 수상 |
| 2007 | 제30회 황금촬영상                              | 신인여우상                         | 미녀는 괴로워               | 수상 |
| 2007 | 제44회 대종상                                  | 여우주연상                         | 미녀는 괴로워               | 수상 |
| 2007 | 제44회 대종상                                  | 여자 국내인기상                    | 미녀는 괴로워               | 수상 |
| 2007 | 제1회 Mnet 20's Choice                         | 베스트 Actress상                   | 미녀는 괴로워               | 수상 |
| 2007 | 제15회 이천춘사대상영화제                      | 여우주연상                         | 미녀는 괴로워               | 수상 |
| 2007 | 제3회 프리미어 라이징 스타 어워즈              | 여우주연상                         | 미녀는 괴로워               | 수상 |
| 2007 | 제1회 대한민국 영화연기대상                    | 신인여우상                         | 미녀는 괴로워               | 수상 |
| 2007 | 제1회 대한민국 영화연기대상                    | 베스트 커플상                      | 미녀는 괴로워               | 수상 |
| 2007 | 엘르 스타일 어워드 아시아 2007                 | 핫페이스부문                       | 빈칸                        | 수상 |
| 2007 | 제45회 영화의 날 기념식                        | 유망여자연기자상                   | 미녀는 괴로워               | 수상 |
| 2007 | 제28회 청룡영화상                              | 여우주연상                         | 미녀는 괴로워               | 후보 |
| 2007 | 제28회 청룡영화상                              | 인기스타상                         | 미녀는 괴로워               | 수상 |
| 2007 | 제6회 대한민국 영화대상                        | 여우주연상                         | 미녀는 괴로워               | 후보 |
| 2007 | 제22회 골든 디스크                             | Ceci 특별상                        | "Maria"                     | 수상 |
| 2009 | 제46회 저축의 날 기념식                        | 국무총리 표창                      | 빈칸                        | 수상 |
| 2009 | 제3회 앙드레김 베스트 스타 어워드              | 스타상                             | 빈칸                        | 수상 |
| 2009 | 제7회 코리아 라이프스타일 어워드               | 올해의 베스트드레서상              | 빈칸                        | 수상 |
| 2009 | KBS 연기대상                                   | 여자 최우수연기상                  | 그저 바라보다가             | 후보 |
| 2009 | KBS 연기대상                                   | 미니시리즈부문 여자 우수연기상     | 그저 바라보다가             | 수상 |
| 2009 | KBS 연기대상                                   | 여자 네티즌상                      | 그저 바라보다가             | 후보 |
| 2009 | KBS 연기대상                                   | 베스트 커플상 (with 황정민)        | 그저 바라보다가             | 후보 |
| 2011 | 제47회 백상예술대상                            | TV부문 여자 최우수연기상           | 싸인                        | 후보 |
| 2011 | SBS 연기대상                                   | 드라마스페셜부문 여자 최우수연기상 | 싸인                        | 후보 |
| 2015 | SBS 연기대상                                   | 중편드라마부문 여자 최우수연기상   | 펀치                        | 후보 |
| 2016 | 제5회 아시아태평양 스타 어워즈                 | 중편드라마부문 여자 우수연기상     | 원티드                      | 후보 |
| 2017 | 제1회 더 서울어워즈                            | 드라마부문 여우주연상              | 명불허전                    | 후보 |
| 2019 | 제8회 대한민국 베스트 스타상(한국영화배우협회) | 베스트 주연상                      | 나쁜 녀석들: 더 무비        | 수상 |

## 사고

### 사망설 해프닝
2018년 8월 14일 오전 소셜미디어를 중심으로 김아중이 사망했다는 황당한 루머가 퍼졌는데, 그 내용은 '2018년 8월 13일에 김아중이 서울 강남구 자택에서 숨진 채 발견, 사인은 파악 중'이라는 내용이었다. 해당 루머는 한국어 위키백과에도 출처 없이 내용이 적혔다가 2018년 8월 14일 오후 2시 경 바로잡혔다.
소속사 관계자 측에서는 "김아중은 현재 개인 일정 참여 중"이라는 말을 내놓았으며 "왜 이렇게 황당한 루머가 나왔는지 모르겠다"는 반응을 보였다.
김아중의 소속사 킹엔터테인먼트의 박영민 대표는 인스타그램에 김아중의 사진을 올리며 '무사히 개인 일정 소화 중'이라는 것을 보여줬다.